# 125071 Lugosi
A 125071 Lugosi (ideiglenes jelöléssel 2001 TX242) a Naprendszer kisbolygóövében található aszteroida. Sárneczky Krisztián fedezte fel 2001. október 8-án.
Nevét Lugosi Béla (1882–1956) színész után kapta.